# Таштимерово
Таштиме́рово, также Таштимер (баш. Таштимер) — деревня в Абзелиловском районе Республики Башкортостан. Относится к Таштимеровскому сельсовету. 
С 1930-х гг. носит современное название, с 2005 г. имеет современный статус.

## Географическое положение
Расположена на левом берегу реки Янгельки, напротив места впадения в неё притока реки Мусык, в 18 км к северо-востоку от районного центра села Аскарова, в 225 км к юго-востоку от столицы республики города Уфы и в 20 км к северо-западу от города Магнитогорска.
Через деревню проходят региональные автодороги в трёх направлениях: 80К-019 Озёрное отделение совхоза «Красная Башкирия» — Кусимовский рудник, 80Н-072 Аскарово — Кужаново — Тамтимерово.

## История
Название происходит от личного имени Таштимер
Основана во 2-й половине XVIII в. башкирами Тамьянской волости Ногайской дороги на собственных землях как Кутлугильдино по имени первопоселенца, известен его сын юртовый старшина Таштимер Кутлугильдин. 
Занимались скотоводством, земледелием.  
Статус деревни село получило согласно Закону Республики Башкортостан от 20 июля 2005 года № 211-з «О внесении изменений в административно-территориальное устройство Республики Башкортостан в связи с образованием, объединением, упразднением и изменением статуса населенных пунктов, переносом административных центров», ст.1:

6. Изменить статус следующих населенных пунктов, установив тип поселения — деревня:
1) в Абзелиловском районе:…

о) села Таштимерово Таштимеровского сельсовета

## Население
| 1968 | 2002 | 2009 | 2010 |
| ---- | ---- | ---- | ---- |
| 511  | ↘381 | ↗390 | ↘382 |

Историческая численность населения: в  1866 в 33 дворах проживало 234 человека;  в 1900 — 347 чел.; 1920 — 470; 1939 — 426; 1959 — 479; 1989 — 354; 2002 — 381; 2010 — 382. 
Национальный состав
Согласно переписи 2002 года, преобладающая национальность — башкиры (97 %).

## Инфраструктура
Есть средняя школа, детский сад, врачебная амбулатория, клуб, библиотека.

## Религия
В деревне есть мечеть.

## Известные уроженцы
- Хызыров, Вахит Галибаевич (род. 16 ноября 1965 года) — певец, народный артист Башкортостана.

## Галерея

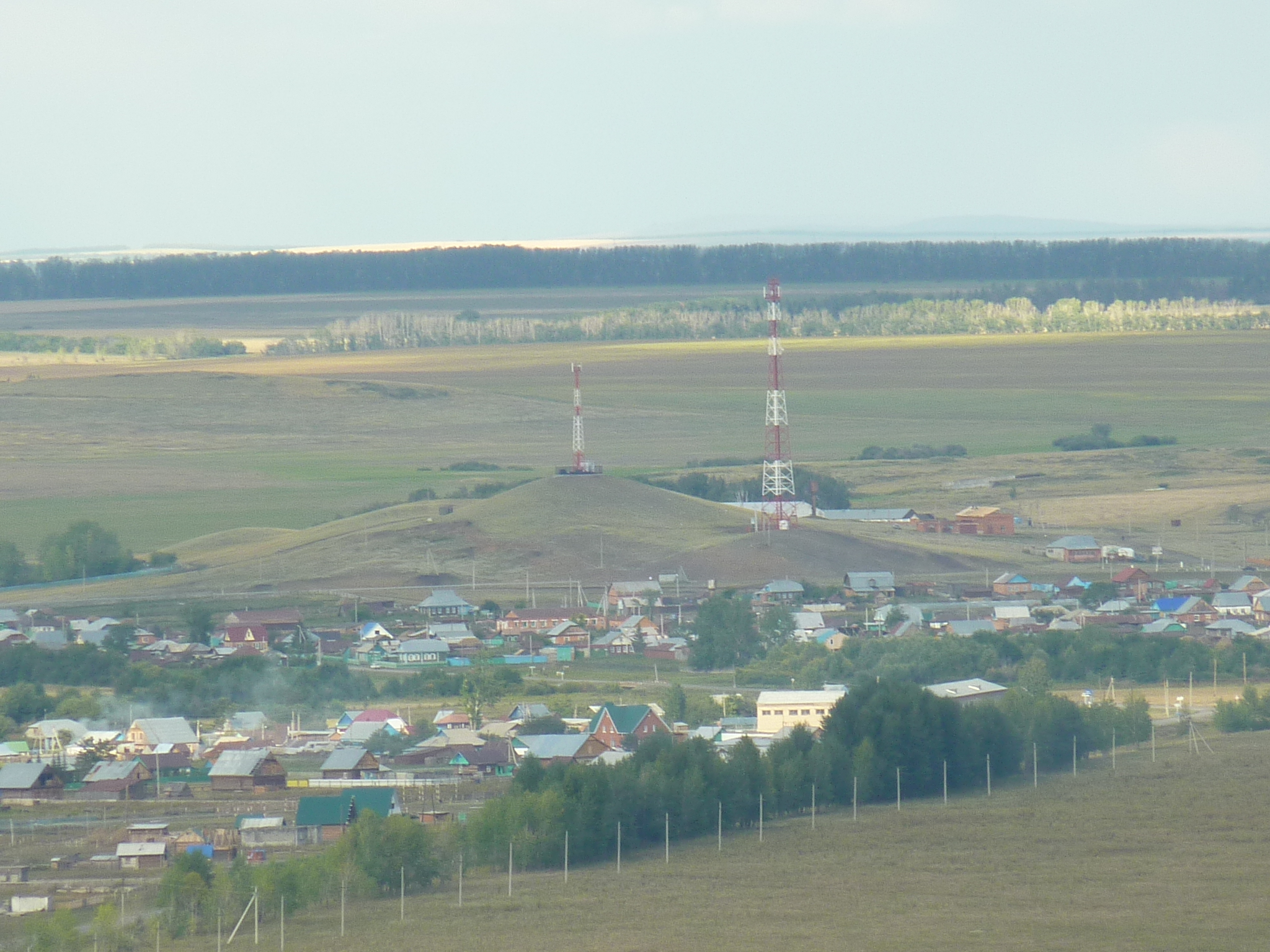
Две вышки